# C dolce
In italiano, C dolce è l'espressione usata per indicare il suono affricato postalveolare sordo /ʧ/, rappresentato, a seconda dei casi, con c oppure ci, in opposizione alla cosiddetta C dura avente, rispetto a questa, un comportamento praticamente opposto e complementare.
In definitiva, la C dolce è a tutti gli effetti uno dei 30 fonemi del sistema fonologico italiano, che per ragioni storico-linguistiche non ha trovato nell'evoluzione grafica dell'alfabeto latino una collocazione letterale specifica, dovendo così convivere in uno statuto grafico complementare con la "c dura"; questo ha fatto sì che pur avendo fonologicamente un valore distintivo all'interno della lingua italiana, non tutti gli italofoni abbiano reale coscienza della sua autonoma esistenza.

## Rappresentazione nell'italiano
La C dolce viene rappresentata in italiano attraverso due grafie complementari
- c (grafema) - davanti alle lettere vocali -i e -e, rappresentanti le vocali anteriori, esempio:

ceci - /ˈʧeʧi/
- ci (digramma)[1] - davanti alle restanti lettere vocali -a -o e -u rappresentanti vocali medie e posteriori, esempi:

ciao - /ˈʧao/
ciò - /ʧɔ*/
ciuco - /ˈʧuko/
inoltre si osserva talvolta pure il gruppo ci+e in parole cui di solito rappresenta un residuo della grafia originaria, in parole dotte o che la conservano come reminiscenza dal latino, esempi:
ceco - /ˈʧɛko/; cieco - /ˈʧɛko/
Le stesse regole valgono anche nel caso la "c dolce" viene geminata ([ʧʧ]), ovvero cc davanti a -i e -e, e cci dinnanzi a -a, -o e -u.
Bisogna ricordare  che negli incontri di tipo -[c]ci + vocale, può effettivamente capitare che la pronuncia corretta sia realmente /-[ʧ]ˈʧi/+ vocale /, in questi casi la "i" non è più un semplice diacritico, ma una lettera con valore fonologico come capita soventemente quando su di essa cade l'accento tonico della parola.

### Origine del fenomeno
Nel latino arcaico, lingua madre dell'italiano, non esistevano consonanti palatali ma solo le velari [k] e [g], inizialmente, ambedue, rappresentate dalle medesime tre lettere, ma in contesti circoscritti: K normalmente utilizzata davanti alla A, C prima della I e della E, e Q, invece, davanti a O e U. 
Col tempo, però, si perse l'uso grafico della lettera K, soppiantata dalla C (la quale si era specializzata nel frattempo sulla sola variante sorda [k], dopo l'introduzione della lettera G); ma al processo di razionalizzazione grafica faceva contraltare l'evoluzione linguistica: con la comparsa delle lingue romanze, infatti, i "duri" suoni velari subirono uno slittamento verso una forma sonora più "dolce" quando si trovavano davanti a vocali anteriori Æ, E, I, Œ e Y, in un fenomeno detto di palatizzazione e affricazione.
L'attuale trasposizione grafica della C dolce quindi è dovuta all'interazione di due fenomeni diversi e parzialmente sovrapposti nell'evoluzione linguistica dell'italiano:
1. il primo di natura puramente grafica: la scomparsa del grafema K, e il progressivo disuso della Q, rispettivamente quindi soppiantati e sostituiti dalla C per un sorta di processo di razionalizzazione della scrittura, nei loro contesti dominanti davanti alla A, alla O, e non sempre anche davanti alla U[5];
2. il secondo di natura articolatoria: la trasformazione del fonema [k] in [ʧ] per processo di palatalizzazione.

Il retaggio, che vedeva la C latina usata eminentemente davanti a E e I, e solo successivamente con le altre vocali, ha fatto sì che si consolidasse davanti alle vocali anteriori, anche se in forma semplice col valore di fonema [ʧ] e davanti alle altre, essendosi man mano la lingua arricchita di un nuovo fonema, con l'uso del diacritico "i", al fine di differenziarsi dal suono [k].